# Turraea obovata
Turraea obovata är en tvåhjärtbladig växtart som beskrevs av Guerke. Turraea obovata ingår i släktet Turraea och familjen Meliaceae. Inga underarter finns listade i Catalogue of Life.